# شبرينغر
دار نشر شبرينغر (بالألمانية: Springer) (IPA:ˈʃpʁɪŋɐ)  هي دار نشر عالمية تنشر الكتب بما فيها الكتب الالكترونية والمجلات العلمية والتقنية والطبية .
دار شبرينغر تستضيف عددا من قواعد البيانات العلمية. الكتب المنشورة تتضمن مراجع رئيسية كتب دارسية، كتب بحثية وكتب تسلسية. أكثر من 35,000 عنوان متوفر ككتب الاكترونية في 13 مجموعة من المواضيع. في مجال النشر التقني والعلمي والطبي، تعتبر دار شبرينغر أكبر دار نشر في العالم، واما في مجال نشر المجلات العلمية فتعتبر الثانية بعد شركة إلزيفير